# Monterrey Open
Monterrey Open – kobiecy turniej tenisowy kategorii WTA 250 zaliczany do cyklu WTA Tour. Rozgrywany jest na kortach twardych w meksykańskim Monterrey od 2009 roku.

## Mecze finałowe

### Gra pojedyncza
| Rok  | Zwyciężczyni             | Finalistka         | Wynik          |
| 2021 | Leylah Annie Fernandez   | Viktorija Golubic  | 6:1, 6:4       |
| 2020 | Elina Switolina          | Marie Bouzková     | 7:5, 4:6, 6:4  |
| 2019 | Garbiñe Muguruza         | Wiktoryja Azaranka | 6:1, 3:1 krecz |
| 2018 | Garbiñe Muguruza         | Tímea Babos        | 3:6, 6:4, 6:3  |
| 2017 | Anastasija Pawluczenkowa | Angelique Kerber   | 6:4, 2:6, 6:1  |
| 2016 | Heather Watson           | Kirsten Flipkens   | 3:6, 6:2, 6:3  |
| 2015 | Timea Bacsinszky         | Caroline Garcia    | 4:6, 6:2, 6:4  |
| 2014 | Ana Ivanović             | Jovana Jakšić      | 6:2, 6:1       |
| 2013 | Anastasija Pawluczenkowa | Angelique Kerber   | 4:6, 6:2, 6:4  |
| 2012 | Tímea Babos              | Alexandra Cadanțu  | 6:4, 6:4       |
| 2011 | Anastasija Pawluczenkowa | Jelena Janković    | 2:6, 6:2, 6:3  |
| 2010 | Anastasija Pawluczenkowa | Daniela Hantuchová | 1:6, 6:1, 6:0  |
| 2009 | Marion Bartoli           | Li Na              | 6:4, 6:3       |

### Gra podwójna
| Rok  | Zwyciężczynie                                  | Finalistki                                | Wynik             |
| 2021 | Caroline Dolehide Asia Muhammad                | Heather Watson Zheng Saisai               | 6:2, 6:3          |
| 2020 | Kateryna Bondarenko Sharon Fichman             | Miyu Katō Wang Yafan                      | 4:6, 6:3, 10–7    |
| 2019 | Asia Muhammad Maria Sanchez                    | Monique Adamczak Jessica Moore            | 7:6(2), 6:4       |
| 2018 | Naomi Broady Sara Sorribes Tormo               | Desirae Krawczyk Giuliana Olmos           | 3:6, 6:4, 10–8    |
| 2017 | Nao Hibino Alicja Rosolska                     | Dalila Jakupović Nadija Kiczenok          | 6:2, 7:6(4)       |
| 2016 | Anabel Medina Garrigues Arantxa Parra Santonja | Petra Martić Maria Sanchez                | 4:6, 7:5, 10–7    |
| 2015 | Gabriela Dabrowski Alicja Rosolska             | Anastasija Rodionowa Arina Rodionowa      | 6:3, 2:6, 10–3    |
| 2014 | Darija Jurak Megan Moulton-Levy                | Tímea Babos Wolha Hawarcowa               | 7:6(5), 3:6, 11–9 |
| 2013 | Tímea Babos Kimiko Date-Krumm                  | Eva Birnerová Tamarine Tanasugarn         | 6:1, 6:4          |
| 2012 | Sara Errani Roberta Vinci                      | Kimiko Date-Krumm Zhang Shuai             | 6:2, 7:6(6)       |
| 2011 | Iveta Benešová Barbora Záhlavová-Strýcová      | Anna-Lena Grönefeld Vania King            | 6:7(8), 6:2, 10–6 |
| 2010 | Iveta Benešová Barbora Záhlavová-Strýcová      | Anna-Lena Grönefeld Vania King            | 3:6, 6:4, 10–8    |
| 2009 | Nathalie Dechy Mara Santangelo                 | Iveta Benešová Barbora Záhlavová-Strýcová | 6:3, 6:4          |